# 24 Ore di Le Mans 1964
La 24 Ore di Le Mans 1964 è stato la 32ª edizione della gara francese e si è disputata il 20 e 21 giugno 1964 sul Circuit de la Sarthe, ridotto nel 1956 a una lunghezza di 13,461 km dopo i lavori per aumentare la sicurezza dell'area dei box in seguito alla tragedia del 1955. È stata anche la nona gara del Campionato del mondo sportprototipi di quell'anno.

## Contesto

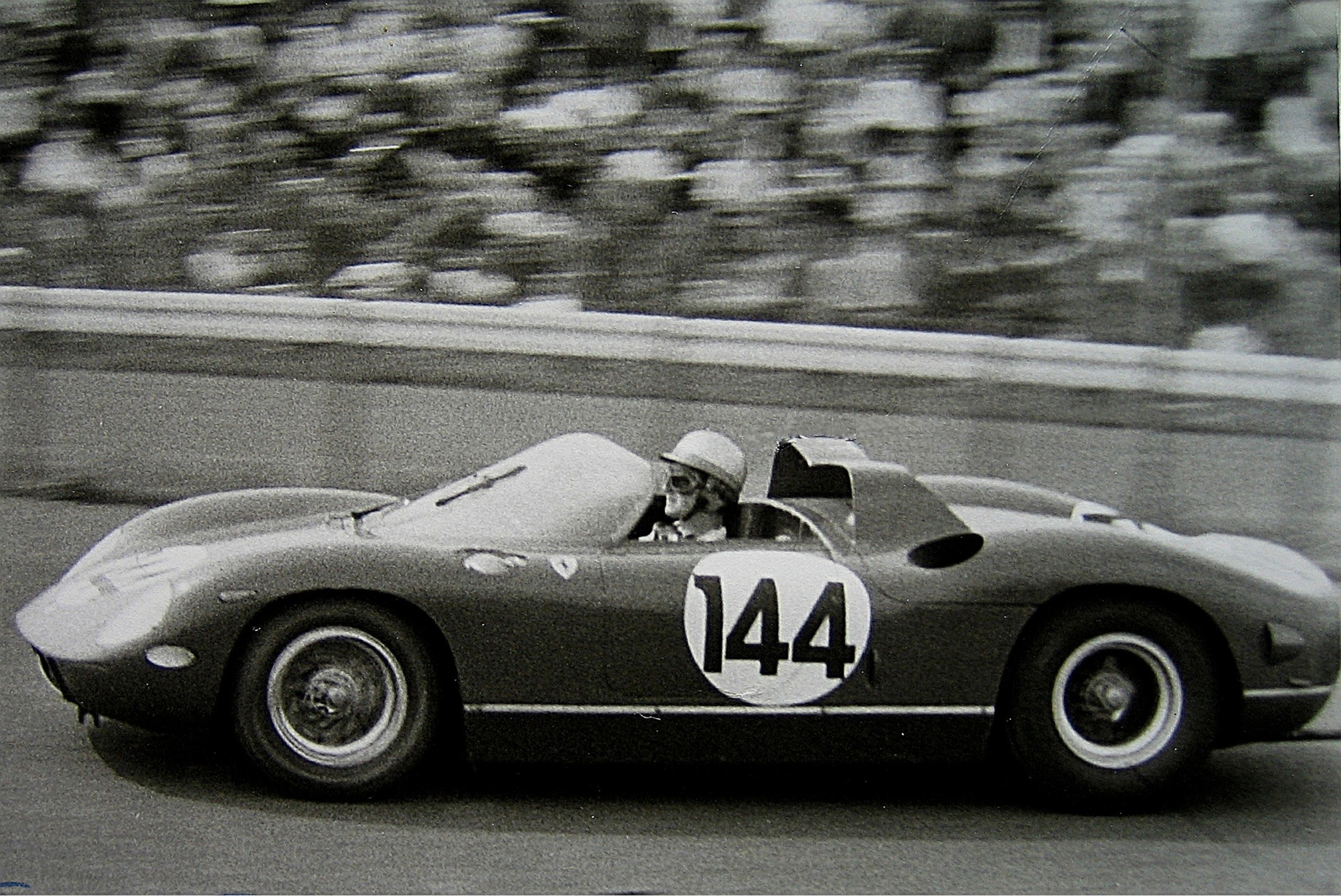
La Ferrari 275 P, guidata da Ludovico Scarfiotti durante la 1000 km del Nürburgring del 1964.

Dopo aver cercato l'anno precedente e senza successo di acquisire la Ferrari, la Ford decise di sfidare il Commendatore sui campi di gara in quella che viene ricordata dagli appassionati come la Guerra Ferrari-Ford. Presentato al pubblico pochi mesi prima e alla sua prima apparizione a Le Mans, il prototipo Ford GT40 Mk.I (spinto da un motore V8 di 4,2 litri) aveva però dato una pessima impressione nelle prove pre-gara e non c'erano indizi che suggerissero che la Ford sarebbe stata in grado di fare miracoli nel limitato tempo a disposizione per risollevare le sorti delle 3 vetture schierate in gara. Il Drake prese comunque sul serio la minaccia americana e preparò meticolosamente la gara per difendere la vittoria conseguita l'anno precedente, affidandosi per le sue auto a componenti ben collaudati e, a scanso di equivoci, aveva schierato i suoi più recenti prototipi: tre Ferrari 275 P ufficiali e tre Ferrari 330 P, di cui una ufficiale, una affidata alla squadra inglese Maranello Concessionaires e una al North American Racing Team (NART) dell'importatore statunitense Luigi Chinetti.

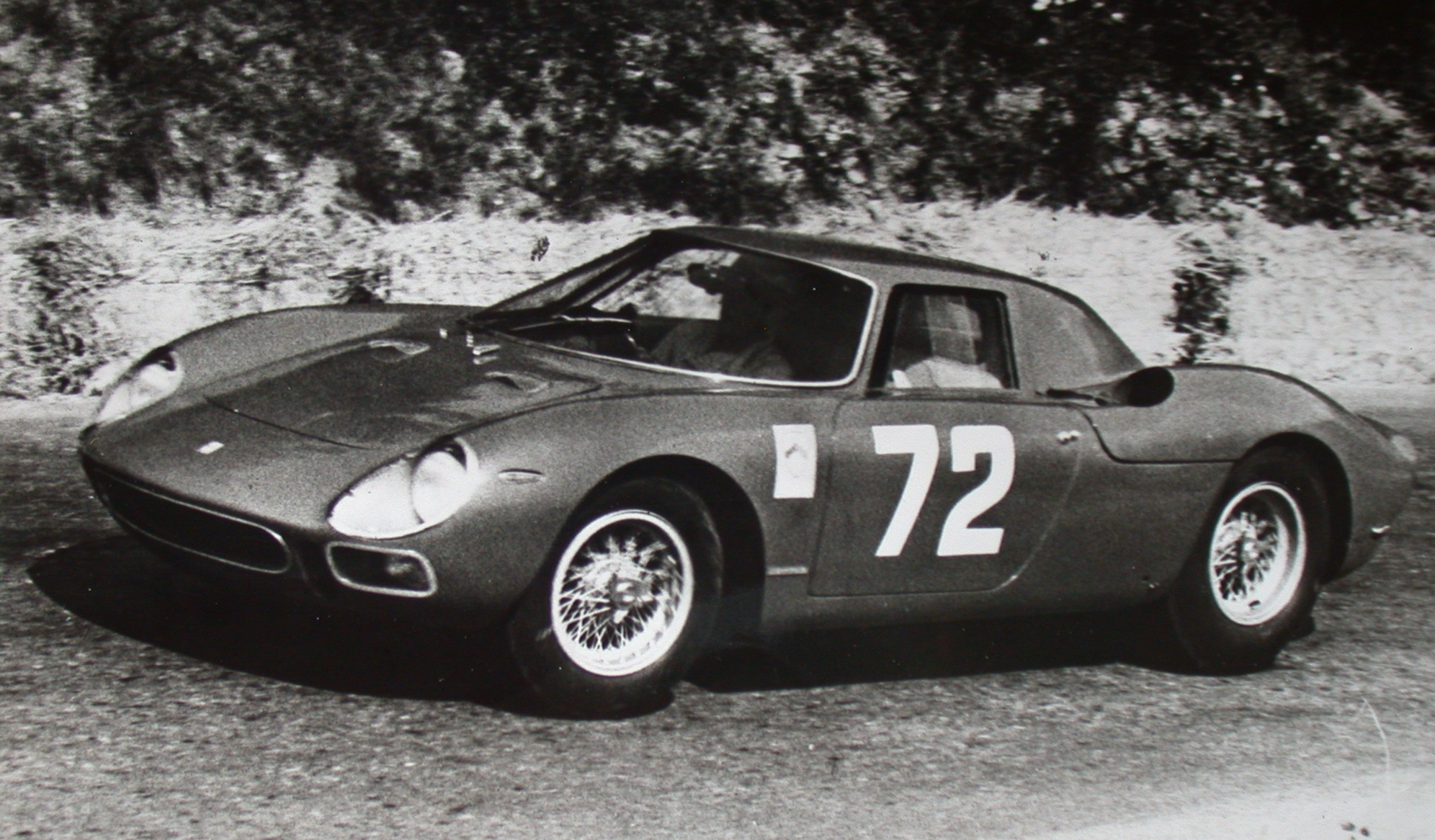
La Ferrari 250 LM, guidata da Ludovico Scarfiotti durante la cronoscalata Sierre Montana Crans del 1964.

Oltre ad esse erano presenti anche le Ferrari 250 LM iscritte dai team Equipe Nationale Belge e NART, vetture costruite secondo i dettami delle Granturismo stradali, ma a cui i regolamenti imponevano di iscriversi tra i prototipi in quanto non era stato ancora soddisfatto il requisito di produzione minima in serie.
Quell'anno, tutti si aspettavano che la Ferrari vincesse a mani basse. Tra le due superpotenze della categoria Prototipi 5 litri tentava di inserirsi la Maserati Tipo 151/1 iscritta dalla Maserati France e pilotata da André Simon e Maurice Trintignant, mentre nella categoria Prototipi oltre 5 litri era iscritta la Iso-Rivolta Grifo AC3 spinta da un motore Chevrolet V8 5.3 litri, che poteva rappresentare una probabile sorpresa.

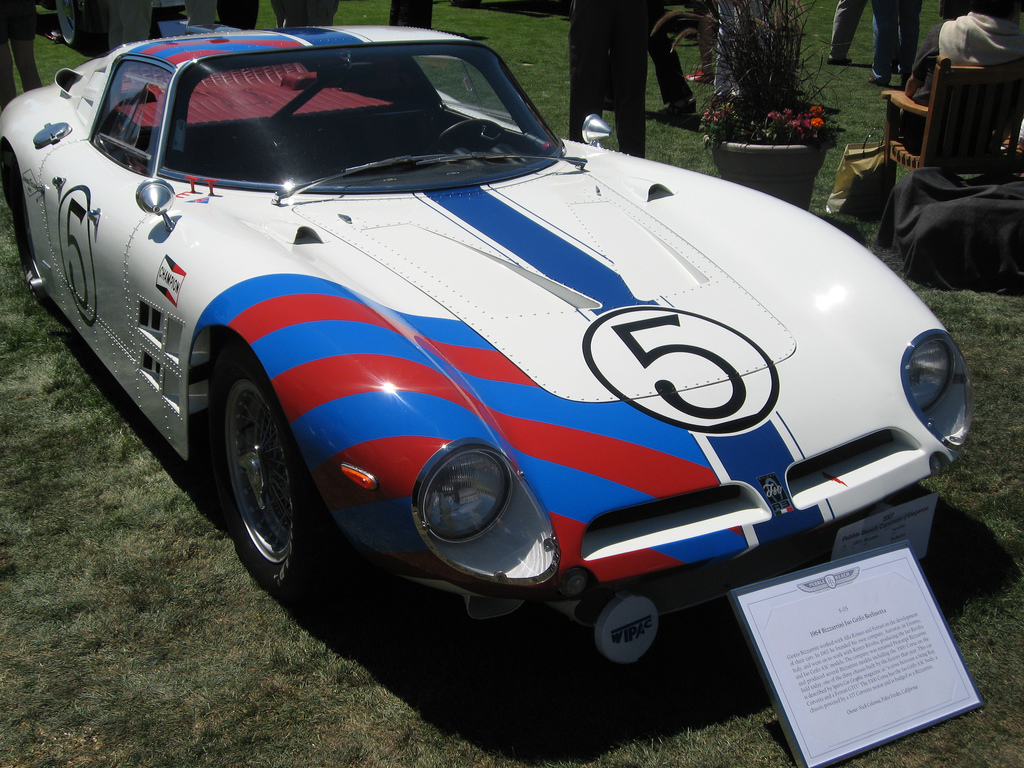
La Iso Grifo AC3 allestita da Giotto Bizzarrini

Gli uomini di Maranello erano inoltre favoriti per la vittoria anche nella categoria Gran Turismo, in cui avevano iscritto un agguerrito quartetto di Ferrari 250 GTO in versione aggiornata. I loro principali avversari erano di nuovo quelli della Ford, anche se in questo caso i loro motori equipaggiavano le Shelby Daytona Cobra Coupé dotate di nuove e filanti carrozzerie chiuse nate dalla negativa esperienza dell'anno precedente con le Cobra Le Mans, quando l'uso di "hard-top" su vetture dalla carrozzeria barchetta aveva mortificato le prestazioni velocistiche e le possibilità di vittoria della squadra statunitense guidata da Carroll Shelby. Poi c'erano la coppia di Jaguar E-Type Lightweight, da cui non ci si aspettava molto. I motori Ford erano utilizzati anche nelle Sunbeam Tiger, ma questo abbinamento non aveva dimostrato di essere efficace. Le Tiger non erano particolarmente veloci nei rettilinei e sembravano essere più che nervose in curva. L'unico timore che incutevano negli avversari era l'attenzione necessaria nel momento in cui si doveva doppiarle.

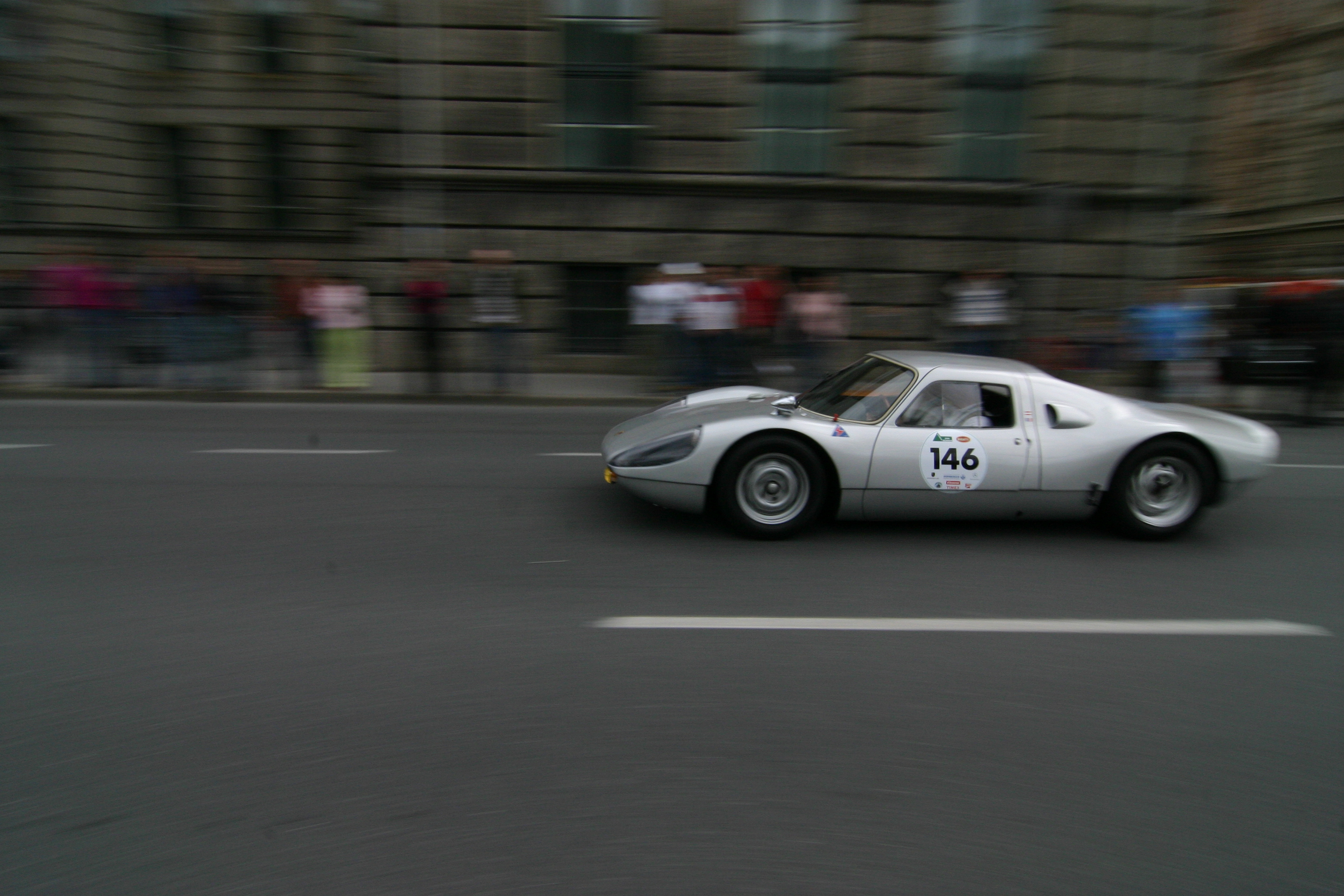
La Porsche 904

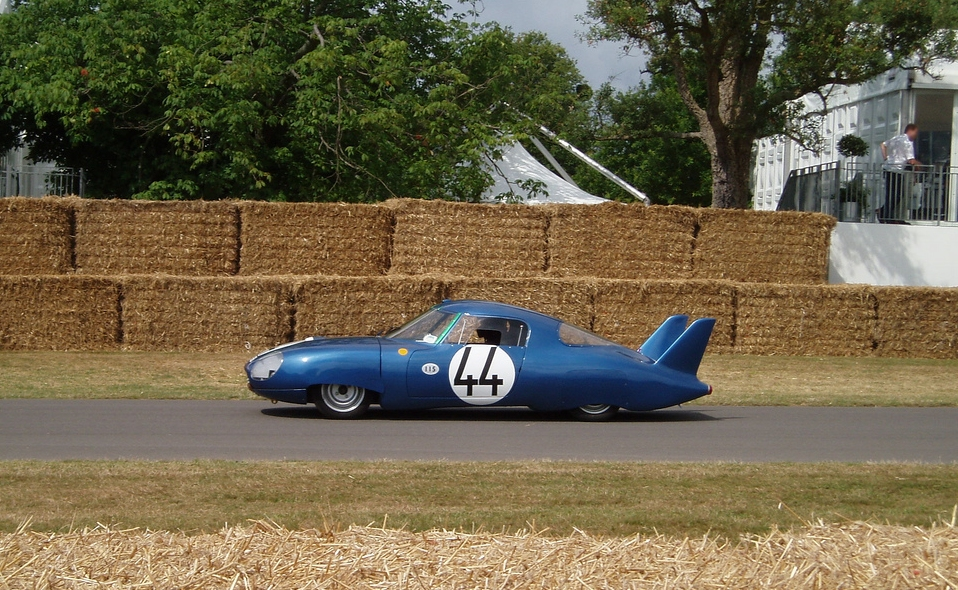
La CD 3 motorizzata Panhard

Nella categoria due litri, la vittoria non sarebbe dovuta sfuggire alla Porsche, reduce dal successo di classe ottenuto alla 1000 km del Nürburgring, che si presentò in forze con due prototipi Porsche 904 con motore a 8 cilindri per la squadra ufficiale e cinque 904 GTS a quattro cilindri per le squadre clienti nella categoria GT.
Vi erano inoltre le vetture francesi: l'Alpine-Renault con 4 vetture, la René Bonnet-Renault con 5 vetture e due vetture denominate CD 3 (dalle iniziali di Charles Deutsch, ex socio di René Bonnet) che si basavano su componenti Panhard, ma le loro ridotte prestazioni le mettevano in grado di vincere unicamente il premio per l'Indice di Efficienza, che viene assegnato sulla base della distanza percorsa, il peso, la superficie frontale e il consumo di carburante. Delle tre vetture, l'ultima era dotata di un propulsore Panhard, con compressore, e della trazione anteriore, ma era degna di nota più per la carrozzeria: coupé, con l'aspetto di una lacrima un po' appiattita e dotata di un paio di pinne molto importanti per la stabilità alle alte velocità che si presupponeva dovesse raggiungere.

## Qualifiche
Durante le prove, la Ford GT40 mostra le proprie ambizioni con una velocità di punta superiore a 300 km/h sull'Hunaudières. Non sarà sufficiente a scalzare John Surtees e la sua Ferrari 330P dalla pole position, siglata in 3:42,0: alle sue spalle si posizionò la GT40 di Richie Ginther con 3:45,3 e dietro di essa la Ferrari 330 P della NART, la GT40 di Phil Hill e la Ferrari 275 P di Guichet e Vaccarella.

## Gara

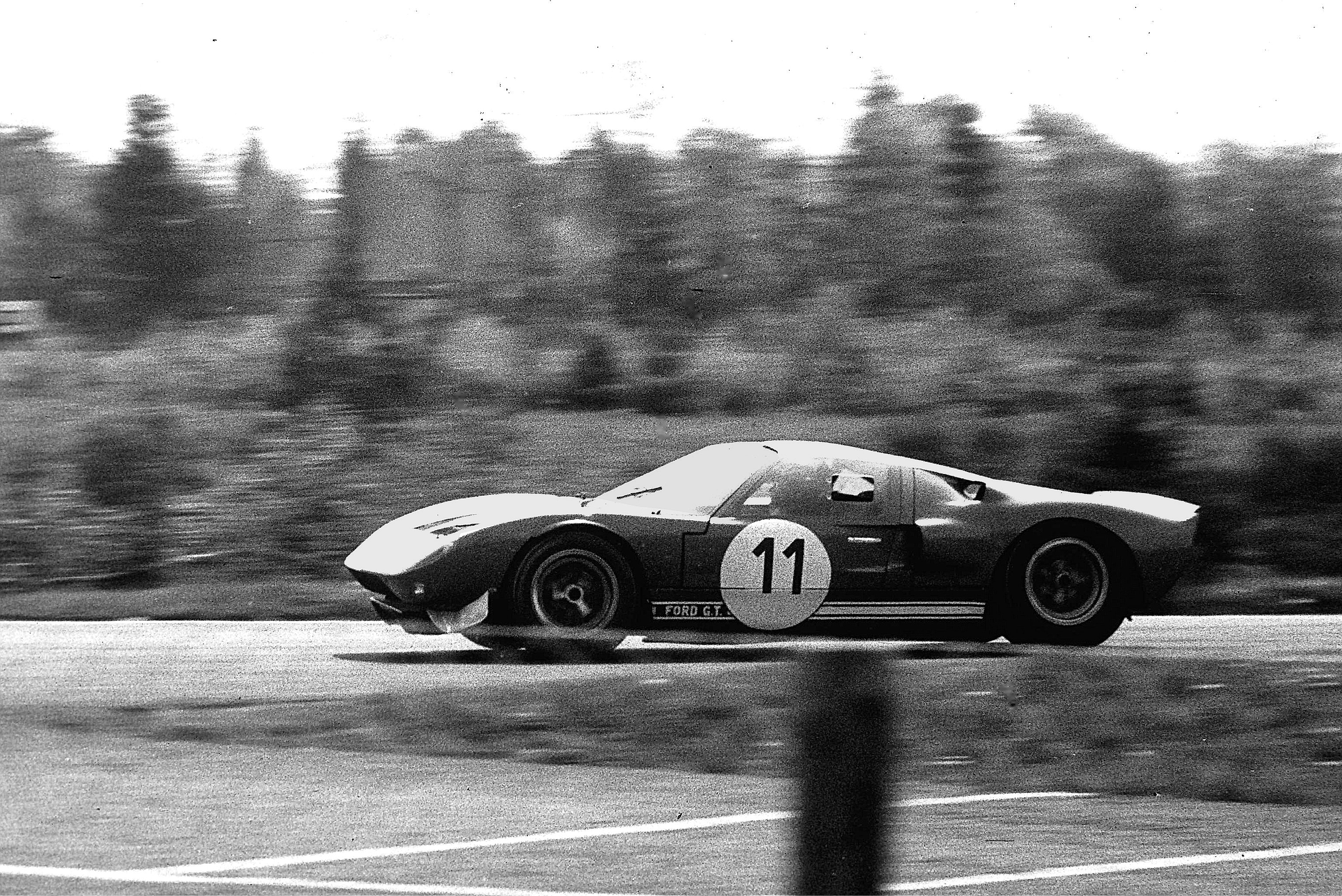
Una Ford GT40

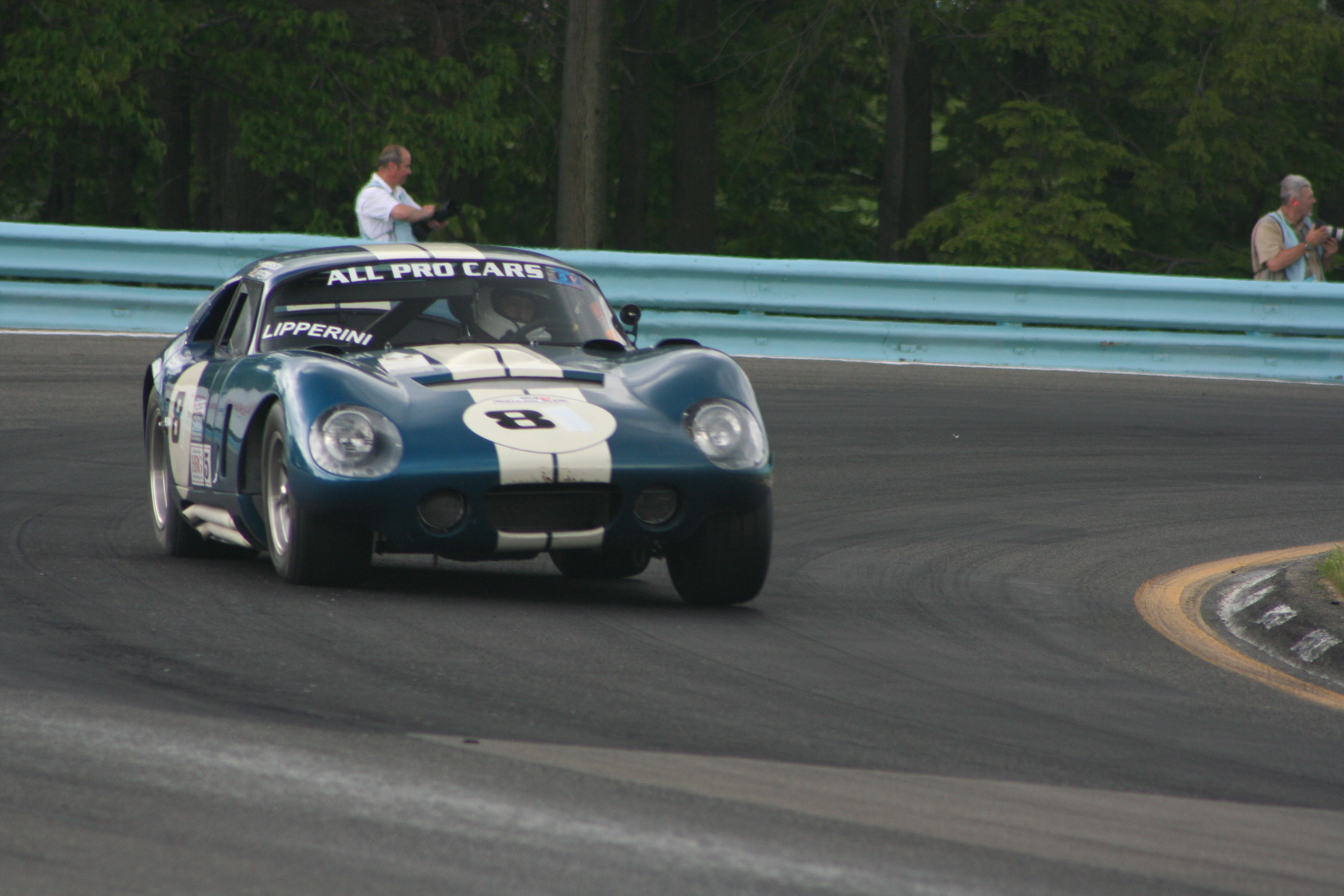
Una Shelby Daytona Cobra Coupé

La partenza stile Le Mans si svolse senza intoppi, con Pedro Rodríguez che prese il comando, mentre l'americano Phil Hill con la sua GT40 e una Sprite ebbero problemi e partirono attardati rispetto al gruppo. Notevole lo scatto al via di David Piper con la Ferrari 250 LM nr.58 del NART: il britannico si era allenato tutta la settimana per ridurre i suoi tempi nella particolare procedura di partenza ed era riuscito a guadagnare cinque posizioni, passando sotto il ponte Dunlop al terzo posto, ma una sovrappressione nel circuito di lubrificazione del motore fece saltare il filtro dell'olio, costringendolo al ritiro durante il primo giro. Al primo passaggio tre Ferrari conducevano la gara, seguite da Ginther sulla Ford GT40, che subito li raggiunse sul rettilineo dell'Hunaudières e sfruttando la scia del trenino formato dalle tre auto segnò la notevole velocità di 339 km/h (211 mph) conquistando la testa della corsa, mentre i suoi compagni di marca erano costretti a ripetute soste ai box per rimediare a irregolarità di funzionamento dei loro propulsori. Una volta risolti tali problemi fu subito chiaro che, se fossero arrivate in fondo alla gara, le Ford avrebbero bastonato le Ferrari, in quanto erano più veloci in rettilineo ed erano almeno alla pari con le vetture italiane in tutti gli altri settori. Sembrava che le Ferrari stessero solo prendendo tempo in attesa che le Ford si ritirassero coi motori esplosi.
John Surtees, che divenne ben presto il pilota di punta della Ferrari, non corse sulla difensiva: stava spingendo forte sfruttando al massimo la vettura, ma tutto ciò non era abbastanza per mantenere la vettura di Ginther e Masten Gregory in vista. Ginther aveva continuato ad allontanarsi e le altre Ford, che a questo punto era stato riparate, recuperavano terreno a gran velocità. Si andò avanti così per le prime ore di gara finché Ginther non ruppe la trasmissione al calar delle tenebre, mentre nelle retrovie le Cobra coupé stavano strapazzando le Ferrari GT.
La notte, come di consueto, trascorse costellata di ritiri: la Ford GT40 di Richard Attwood e Jo Schlesser fu eliminata da un incendio nel vano motore mentre era in seconda posizione, la Cobra coupé di Peter Bolton ebbe un incidente mentre era in lotta con una Ferrari (ritiro per entrambi e tre giovani spettatori, che attraversavano la pista, travolti e uccisi dalle vetture), la Cobra di Jochen Neerspasch e Chris Amon fu squalificata per aver riavviato la vettura con una batteria ausiliaria (procedura vietata dal regolamento) e all'alba Jean-Louis Marnat, alla guida dell'ultima Triumph superstite, ebbe un inspiegabile incidente sul rettilineo dei box impattando sul terrapieno a sinistra della pista, rimbalzando contro i box (che a quel tempo non erano protetti da nessun muretto) in un punto sgombro da persone e finendo la sua corsa all'altezza della prima curva: si ipotizzò una perdita di conoscenza per avvelenamento da monossido di carbonio.

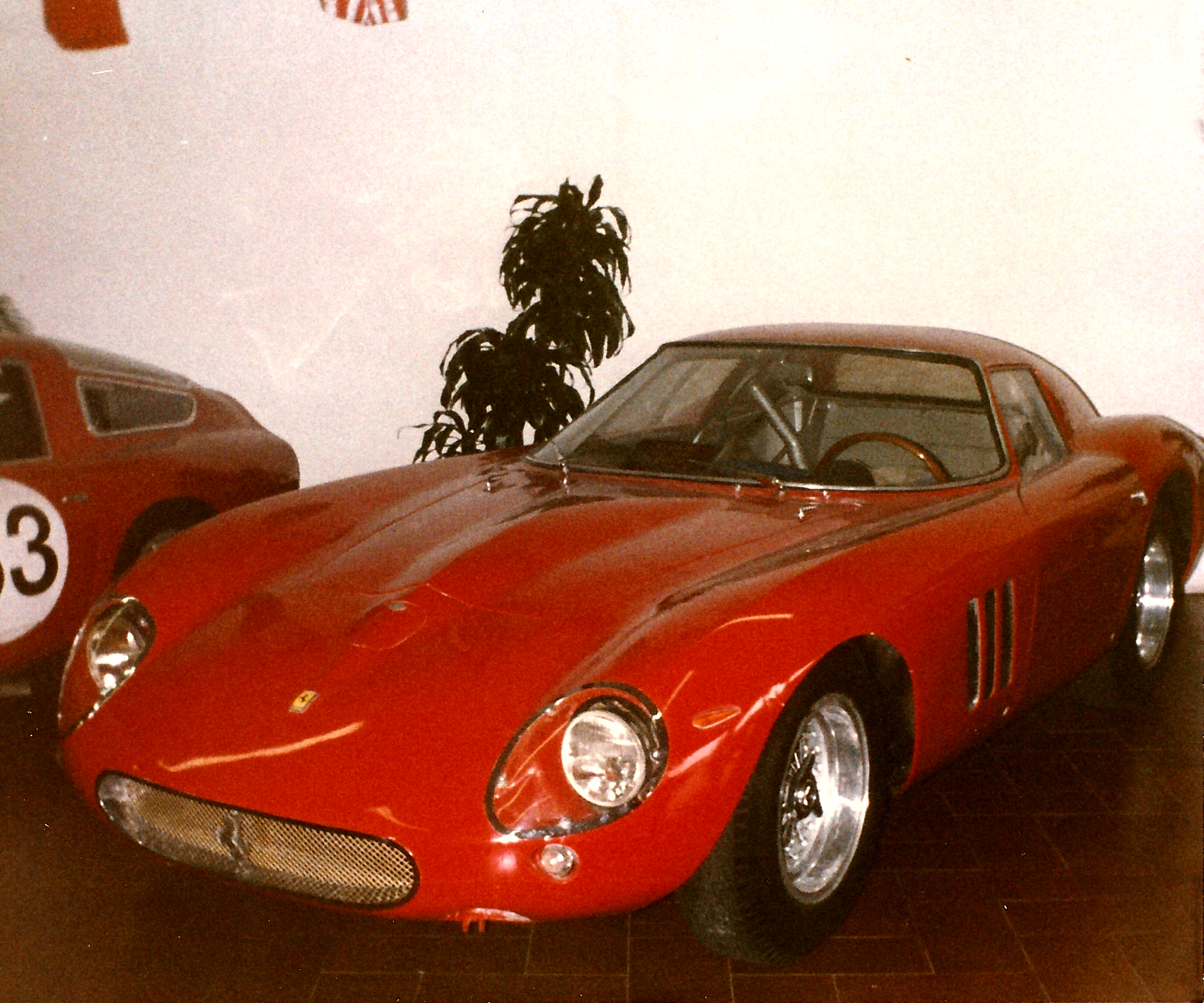
Una Ferrari GTO II '64 (II serie)

A questo punto anche la Ferrari risentiva degli effetti dei primi giri corsi a ritmo da Gran Premio. La macchina di Surtees e le altre correvano disordinatamente mentre la GT40 di Phil Hill e Bruce McLaren correva ancora forte e, anche se una certa distanza, guadagnava velocemente terreno. In questa fase Hill registrò un nuovo record assoluto sul giro in 3 minuti e 49 secondi, ma poco dopo la trasmissione della sua Ford diede forfait e Hill si ritirò. Se i piloti dei prototipi Ferrari si sentivano sollevati, lo stesso non poteva dirsi di quelli delle Gran Turismo, messi in riga dalla Cobra: Dan Gurney e Bob Bondurant la guidarono come sul velluto fino alla vittoria di classe GT e al quarto posto assoluto.
Ma il dominio di Gurney e Bondurant era stato messo a repentaglio al mattino, quando una perdita di pressione dell'olio motore li aveva spinti a ridurre fortemente il ritmo, dando una speranza alle Ferrari GTO, che si erano lanciate all'inseguimento abbassando di 10 secondi il tempo sul giro. Dopo una riparazione di fortuna al circuito di lubrificazione che non avrebbe retto ad uno sforzo prolungato, Gurney aveva "bluffato" forzando il ritmo sugli stessi tempi delle Ferrari per quei pochi giri che erano serviti a ingannare gli avversari e ridurli a più miti consigli.
Alla fine sotto la bandiera a scacchi passarono per primi i ferraristi Jean Guichet e Nino Vaccarella, poi Graham Hill e Jo Bonnier con la Ferrari del team Maranello Concesionaires e, un po' distanziati, Surtees e Lorenzo Bandini. Quarta, come detto, la Cobra di Gurney e Bondurant precedette le due Ferrari 250 GTO di Lucien Bianchi in coppia con "Jean Beurlys" e Innes Ireland in coppia con Tony Maggs. Questo fu l'ottavo successo della Ferrari a Le Mans.

## Classifica finale
| Pos | Classe  | N° | Squadra                                          | Piloti                                 | Vettura                      | Motore                  | Giri |
| --- | ------- | -- | ------------------------------------------------ | -------------------------------------- | ---------------------------- | ----------------------- | ---- |
| 1   | P 5.0   | 20 | SpA Ferrari SEFAC                                | Jean Guichet Nino Vaccarella           | Ferrari 275 P                | Ferrari 3.3L V12        | 349  |
| 2   | P 5.0   | 14 | Maranello Concessionaires                        | Graham Hill Jo Bonnier                 | Ferrari 330 P                | Ferrari 4.0L V12        | 344  |
| 3   | P 5.0   | 19 | SpA Ferrari SEFAC                                | John Surtees Lorenzo Bandini           | Ferrari 330 P                | Ferrari 4.0L V12        | 337  |
| 4   | GT +3.0 | 5  | Shelby-American Inc.                             | Dan Gurney Bob Bondurant               | Shelby Cobra Daytona         | Ford 4.7L V8            | 334  |
| 5   | GT 3.0  | 24 | Ecurie Nationale Belge                           | Lucien Bianchi Jean Blaton             | Ferrari 250 GTO              | Ferrari 3.0L V12        | 333  |
| 6   | GT 3.0  | 25 | Maranello Concessionaires                        | Innes Ireland Tony Maggs               | Ferrari 250 GTO              | Ferrari 3.0L V12        | 328  |
| 7   | GT 2.0  | 34 | Auguste Veuillet                                 | Robert Buchet Guy Ligier               | Porsche 904/4 GTS            | Porsche 2.0L Flat-4     | 323  |
| 8   | GT 2.0  | 33 | Racing Team Holland                              | Ben Pon Henk van Zalinge               | Porsche 904/4 GTS            | Porsche 2.0L Flat-4     | 319  |
| 9   | GT 3.0  | 27 | North American Racing Team (NART) Fernand Tavano | Fernand Tavano Bob Grossman            | Ferrari 250 GTO              | Ferrari 3.0L V12        | 315  |
| 10  | GT 2.0  | 31 | Porsche System Engineering                       | Gerhard Koch Heinz Schiller            | Porsche 904/4 GTS            | Porsche 2.0L Flat-4     | 315  |
| 11  | GT 2.0  | 35 | Scuderia Filipinetti                             | Herbert Müller Claude Sage             | Porsche 904/4 GTS            | Porsche 2.0L Flat-4     | 309  |
| 12  | GT 2.0  | 32 | "Franc"                                          | Jacques Dewes Jean Kerguen             | Porsche 904/4 GTS            | Porsche 2.0L Flat-4     | 308  |
| 13  | GT 1.6  | 57 | Scuderia St. Ambroeus                            | Roberto Bussinello Bruno Deserti       | Alfa Romeo Giulia TZ         | Alfa Romeo 1.6L I4      | 307  |
| 14  | P +5.0  | 1  | Auguste Veuillet                                 | Pierre Noblet Edgar Berney             | Iso Grifo A3C                | Chevrolet 5.4L V8       | 307  |
| 15  | GT 1.6  | 41 | Scuderia St. Ambroeus                            | Giampiero Biscaldi Giancarlo Sala      | Alfa Romeo Giulia TZ         | Alfa Romeo 1.6L I4      | 305  |
| 16  | P 5.0   | 23 | Ecurie Nationale Belge                           | Pierre Dumay Gerard Langlois van Ophem | Ferrari 250 LM               | Ferrari 3.3L V12        | 298  |
| 17  | P 3.0   | 46 | Société des Automobiles Alpine                   | Roger Delageneste Henry Morrogh        | Alpine M64                   | Renault-Gordini 1.1L I4 | 292  |
| 18  | GT +3.0 | 64 | Société Chardonnet                               | Régis Fraissinet Jean de Mortemart     | AC Cobra                     | Ford 4.7L V8            | 289  |
| 19  | GT 2.0  | 37 | British Motor Corporation                        | Paddy Hopkirk Andrew Hedges            | MG MGB Hardtop               | MG 1.8L I4              | 287  |
| 20  | P 3.0   | 59 | Société des Automobiles Alpine                   | Roger Masson Teodoro Zeccoli           | Alpine M63                   | Renault-Gordini 1.0L I4 | 284  |
| 21  | P 3.0   | 50 | Standard Triumph                                 | David Hobbs Rob Slotemaker             | Triumph Spitfire             | Triumph 1.1L I4         | 272  |
| 22  | GT 1.3  | 43 | Team Elite '62                                   | Clive Hunt John Wagstaff               | Lotus Elite Mk14             | Coventry Climax 1.2L I4 | 266  |
| 23  | GT 1.3  | 52 | Société Automobiles René Bonnet                  | Philippe Farjon Serge Lelong           | René Bonnet Aérodjet         | Renault-Gordini 1.1L I4 | 260  |
| 24  | P 3.0   | 53 | Donald Healey Motor Company                      | Clive Baker William Bradley            | Austin-Healey Sprite Sebring | BMC 1.1L I4             | 257  |

### Non Classificati
Non hanno coperto il 70% della distanza del vincitore, ovvero 244 giri
| Pos | Classe | N° | Squadra                        | Piloti                      | Vettura    | Motore                  | Giri |
| --- | ------ | -- | ------------------------------ | --------------------------- | ---------- | ----------------------- | ---- |
| 25  | P 3.0  | 47 | Société des Automobiles Alpine | Mauro Bianchi Jean Vinatier | Alpine M63 | Renault-Gordini 1.0L I4 | 230  |

### Ritirati
| Pos | Classe  | N° | Squadra                           | Piloti                                  | Vettura                   | Motore                           | Giri |
| --- | ------- | -- | --------------------------------- | --------------------------------------- | ------------------------- | -------------------------------- | ---- |
| 26  | P 3.0   | 30 | Porsche System Engineering        | Colin Davis Gerhard Mitter              | Porsche 904/8             | Porsche 2.0L Flat-8              | 244  |
| 27  | GT +3.0 | 18 | Michael Salmon                    | Michael Salmon Peter Sutcliffe          | Aston Martin DP214        | Aston Martin 3.7L I6             | 235  |
| 28  | P 3.0   | 48 | Société Automobiles René Bonnet   | Robert Bouharde Michel de Bourbon-Palma | René Bonnet Aérodjet      | Renault-Gordini 1.1L I4          | 216  |
| 29  | P 5.0   | 10 | Ford                              | Phil Hill Bruce McLaren                 | Ford GT40 Mk.I            | Ford 4.2L V8                     | 192  |
| 30  | GT +3.0 | 16 | Peter Lindner                     | Peter Lindner Peter Nöcker              | Jaguar E-Type Lightweight | Jaguar 3.8L I6                   | 149  |
| 31  | P 3.0   | 65 | Standard Triumph                  | Jean-François Piot Jean-Louis Marnat    | Triumph Spitfire          | Triumph 1.1L I4                  | 140  |
| 32  | P 3.0   | 29 | Porsche System Engineering        | Edgar Barth Herbert Linge               | Porsche 904/8             | Porsche 2.0L Flat-8              | 139  |
| 33  | P 3.0   | 54 | Société des Automobile Alpine     | Philippe Vidal Henri Grandsire          | Alpine M64                | Renault-Gordini 1.1L I4          | 133  |
| 34  | GT +3.0 | 6  | Briggs S. Cunningham              | Chris Amon Jochen Neerpasch             | Shelby Cobra Daytona      | Ford 4.7L V8                     | 131  |
| 35  | P 3.0   | 45 | S.E.C.A. CD                       | Pierre Lelong Guy Verrier               | CD 3                      | Panhard 1.2L Supercharged Flat-2 | 124  |
| 36  | GT +3.0 | 9  | Rootes Group                      | Peter Procter Jimmy Blumer              | Sunbeam Tiger             | Ford 4.3L V8                     | 118  |
| 37  | GT 3.0  | 26 | North American Racing Team (NART) | Ed Hugus José Rosinski                  | Ferrari 250 GTO           | Ferrari 3.0L V12                 | 114  |
| 38  | P 5.0   | 2  | Maserati France                   | André Simon Maurice Trintignant         | Maserati Tipo 151/1       | Maserati 4.9L V8                 | 99   |
| 39  | GT +3.0 | 17 | P.J. Sargent                      | Peter Sargent Peter Lumsden             | Jaguar E-Type Lightweight | Jaguar 3.8L I6                   | 80   |
| 40  | P 3.0   | 44 | S.E.C.A. CD                       | Alain Bertaut André Guilhaudin          | CD 3                      | Panhard 1.2L Supercharged Flat-2 | 77   |
| 41  | GT +3.0 | 3  | AC Cars Ltd.                      | Peter Bolton Jack Sears                 | AC Cobra Coupe            | Ford 4.7L V8                     | 77   |
| 42  | P 5.0   | 21 | SpA Ferrari SEFAC                 | Mike Parkes Ludovico Scarfiotti         | Ferrari 275 P             | Ferrari 3.3L V12                 | 71   |
| 43  | P 5.0   | 22 | SpA Ferrari SEFAC                 | Giancarlo Baghetti Umberto Maglioli     | Ferrari 275 P             | Ferrari 3.3L V12                 | 69   |
| 44  | P 5.0   | 11 | Ford                              | Richie Ginther Masten Gregory           | Ford GT40 Mk.I            | Ford 4.2L V8                     | 63   |
| 45  | P 3.0   | 56 | Société Automobiles René Bonnet   | Pierre Monneret Jean-Claude Rudaz       | René Bonnet Aérodjet      | Renault-Gordini 1.0L I4          | 62   |
| 46  | P 5.0   | 15 | North American Racing Team (NART) | Pedro Rodríguez Skip Hudson             | Ferrari 330 P             | Ferrari 4.0L V12                 | 58   |
| 47  | P 5.0   | 12 | Ford                              | Richard Attwood Jo Schlesser            | Ford GT40 Mk.I            | Ford 4.2L V8                     | 58   |
| 48  | P 3.0   | 55 | Société Automobiles René Bonnet   | Jean-Pierre Beltoise Gérard Laureau     | René Bonnet Aérodjet      | Renault-Gordini 1.1L I4          | 54   |
| 49  | GT 1.6  | 40 | Scuderia St. Ambroeus             | Fernand Masoreo Jean Rolland            | Alfa Romeo Giulia TZ      | Alfa Romeo 1.6L I4               | 47   |
| 50  | P 3.0   | 60 | Société Automobiles René Bonnet   | Bruno Basini Roland Charriére           | René Bonnet RB5           | Renault-Gordini 1.2L I4          | 44   |
| 51  | GT +3.0 | 8  | Rootes Group                      | Claude Dubois Keith Ballisat            | Sunbeam Tiger             | Ford 4.3L V8                     | 37   |
| 52  | P 3.0   | 49 | Standard Triumph                  | Michael Rotschild Bob Tullius           | Triumph Spitfire          | Triumph 1.1L I4                  | 23   |
| 53  | P 3.0   | 42 | Lawrence Tune Engineering         | Chris J. Lawrence Gordon Spice          | Deep Sanderson 301        | BMC 1.3L I4                      | 13   |
| 54  | GT 1.6  | 38 | Royal Elysées                     | René Richard "Pierre Gelé"              | Lotus Elan                | Lotus 1.6L I4                    | 7    |
| 55  | P 5.0   | 58 | North American Racing Team (NART) | David Piper Jochen Rindt                | Ferrari 250 LM            | Ferrari 3.3L V12                 | 0    |

## Statistiche
- Pole Position - numero 19 SpA Ferrari SEFAC - 3:42.0
- Giro più veloce in gara - numero 10 Ford - 3:49.2
- Distanza totale coperta - 4695.31 km
- Media oraria - 195.638 km/h

## Vincitori dei Trofei
- Indice di Prestazione - numero 20 SpA Ferrari SEFAC
- Indice di Efficienza Termica - numero 46 Société des Automobiles Alpine